# Рикун Олександр Валерійович
Олександр Валерійович Рику́н (нар. 6 травня 1978, Дніпропетровськ, нині Дніпро) — колишній український футболіст, півзахисник. Син футболіста Валерія Рикуна, який свого часу виступав за дніпровський «Дніпро». Провів 8 матчів за національну збірну України. Виступав за новомосковський «Металург», дніпровський «Дніпро», «Іллічівець», «Металіст», «Ворсклу».
Працював тренером — селекціонером у харківському клубі «Метал».

## Біографія
У вищій лізі України дебютував 17 березня 1998 року в матчі проти одеського «Чорноморця». За результатами опитування гравців, який проводила спортивна газета «Команда», його було визнано найкращим гравцем чемпіонату України в сезоні 2003—2004.
У 2006 році Рикун вирішив покинути «Дніпро», розірвати контракт і повернутися в «Металіст», де виступав на правах оренди. Згодом у жовтій пресі почали з'являтися статті, що ображають гідність гравця. Після цього скандалу Рикун успішно виступав в «Металісті», у складі якого завоював 2 бронзових медалі Чемпіонату України, став найкращим асистентом чемпіонату, а так само забив переможний гол у ворота лісабонської «Бенфіки» на стадіоні «Да Луж» у кубку УЄФА, що дозволило команді зайняти 1-е місце в групі.
У 2010 році перейшов у полтавську «Ворсклу», але там не заграв і в тому ж році вирішив закінчити кар'єру.
Після завершення ігрової кар'єри Олександр з 2011 по 2014 рік працював селекціонером у харківському «Металісті».

## Алкоголь
Гравець відомий через свої проблеми з алкоголем. Припускають, що потяг до спиртного передався від батька, який теж порушував спортивний режим, коли був футболістом.

## Статистика виступів
| Сезон                  | Команда                 | Чемпіонат              | Чемпіонат | Чемпіонат | Кубок | Кубок | Кубок | Єврокубки | Єврокубки | Єврокубки | Інші кубки | Інші кубки | Інші кубки | Всього | Всього |
| Сезон                  | Команда                 | Змаг.                  | Матчі     | Голи      | Змаг. | Матчі | Голи  | Змаг.     | Матчі     | Голи      | Змаг.      | Матчі      | Голи       | Матчі  | Голи   |
| ---------------------- | ----------------------- | ---------------------- | --------- | --------- | ----- | ----- | ----- | --------- | --------- | --------- | ---------- | ---------- | ---------- | ------ | ------ |
| 1995-1996              | Металург (Н)            | 2Л                     | 4         | 0         | КУ    | 1     | 0     | -         | -         | -         | -          | -          | -          | 5      | 0      |
| 1996-1997              | Металург (Н)            | 2Л                     | 19        | 3         | КУ    | 0     | 0     | -         | -         | -         | -          | -          | -          | 19     | 3      |
| 1997-1998              | Металург (Н)            | 2Л                     | 14        | 4         | КУ    | 3     | 1     | -         | -         | -         | -          | -          | -          | 17     | 5      |
| Всього в Металурзі (Н) | Всього в Металурзі (Н)  | Всього в Металурзі (Н) | 37        | 7         |       | 4     | 1     |           |           |           |            |            |            | 41     | 8      |
| 1997-1998              | Дніпро-2                | 2Л                     | 1         | 0         | -     | -     | -     | -         | -         | -         | -          | -          | -          | 1      | 0      |
| 1998-1999              | Дніпро-2                | 2Л                     | 2         | 0         | -     | -     | -     | -         | -         | -         | -          | -          | -          | 2      | 0      |
| Всього в Дніпрі-2      | Всього в Дніпрі-2       | Всього в Дніпрі-2      | 3         | 0         |       |       |       |           |           |           |            |            |            | 3      | 0      |
| 1997–1998              | Дніпро (Д)              | ВЛ                     | 14        | 1         | КУ    | 3     | 0     | -         | -         | -         | -          | -          | -          | 17     | 1      |
| 1998–1999              | Дніпро (Д)              | ВЛ                     | 10        | 0         | КУ    | 2     | 0     | -         | -         | -         | -          | -          | -          | 12     | 0      |
| Всього в Дніпрі (Д)    | Всього в Дніпрі (Д)     | Всього в Дніпрі (Д)    | 24        | 1         |       | 5     | 0     |           |           |           |            |            |            | 29     | 1      |
| 2000-2001              | Металург-2 (М)          | 2Л                     | 1         | 0         | -     | -     | -     | -         | -         | -         | -          | -          | -          | 1      | 0      |
| 2001-2002              | Металург-2 (М)          | 2Л                     | 2         | 1         | -     | -     | -     | -         | -         | -         | -          | -          | -          | 2      | 1      |
| Всього в Металурзі-2   | Всього в Металурзі-2    | Всього в Металурзі-2   | 3         | 1         |       |       |       |           |           |           |            |            |            | 3      | 1      |
| 1998-1999              | Металург (М)/Іллічівець | ВЛ                     | 13        | 1         | КУ    | 0     | 0     | -         | -         | -         | -          | -          | -          | 13     | 1      |
| 1999-2000              | Металург (М)/Іллічівець | ВЛ                     | 25        | 6         | КУ    | 0     | 0     | -         | -         | -         | -          | -          | -          | 25     | 6      |
| 2000-2001              | Металург (М)/Іллічівець | ВЛ                     | 25        | 11        | КУ    | 4     | 1     | -         | -         | -         | -          | -          | -          | 29     | 12     |
| 2001-2002              | Металург (М)/Іллічівець | ВЛ                     | 22        | 5         | КУ    | 1     | 1     | -         | -         | -         | -          | -          | -          | 23     | 6      |
| 2002-2003              | Металург (М)/Іллічівець | ВЛ                     | 29        | 6         | КУ    | 1     | 0     | -         | -         | -         | -          | -          | -          | 30     | 6      |
| Всього в Іллічівці     | Всього в Іллічівці      | Всього в Іллічівці     | 114       | 29        |       | 6     | 2     |           |           |           |            |            |            | 120    | 31     |
| 2003–2004              | Дніпро (Д)              | ВЛ                     | 28        | 7         | КУ    | 7     | 1     | КУ        | 8         | 3         | -          | -          | -          | 43     | 11     |
| 2004–2005              | Дніпро (Д)              | ВЛ                     | 19        | 2         | КУ    | 6     | 2     | КУ        | 9         | 1         | -          | -          | -          | 34     | 5      |
| 2005–2006              | Дніпро (Д)              | ВЛ                     | 11        | 0         | КУ    | 2     | 1     | КУ        | 4         | 1         | -          | -          | -          | 17     | 2      |
| Всього в Дніпрі (Д)    | Всього в Дніпрі (Д)     | Всього в Дніпрі (Д)    | 58        | 9         |       | 15    | 4     |           | 21        | 5         |            |            |            | 94     | 18     |
| 2006-2007              | Металіст                | ВЛ                     | 26        | 7         | КУ    | 6     | 4     | -         | -         | -         | -          | -          | -          | 32     | 11     |
| 2007-2008              | Металіст                | ВЛ                     | 30        | 1         | КУ    | 1     | 0     | КУ        | 2         | 0         | -          | -          | -          | 33     | 1      |
| 2008-2009              | Металіст                | ПЛ                     | 18        | 0         | КУ    | 2     | 0     | КУ        | 4         | 1         | -          | -          | -          | 24     | 1      |
| 2009-2010              | Металіст                | ПЛ                     | 18        | 1         | КУ    | 0     | 0     | ЛЄ        | 0         | 0         | -          | -          | -          | 18     | 1      |
| Всього в Металісті     | Всього в Металісті      | Всього в Металісті     | 92        | 9         |       | 9     | 4     |           | 6         | 1         |            |            |            | 107    | 14     |
| 2010-2011              | Ворскла                 | ПЛ                     | 3         | 0         | КУ    | 1     | 0     | ЛЄ        | 0         | 0         | -          | -          | -          | 4      | 0      |
| Всього в Ворсклі       | Всього в Ворсклі        | Всього в Ворсклі       | 3         | 0         |       | 1     | 0     |           | 0         | 0         |            |            |            | 4      | 0      |
| Всього                 | Всього                  | Всього                 | 334       | 56        |       | 40    | 11    |           | 27        | 6         |            |            |            | 401    | 73     |

## Нагороди і досягнення
- Медаль «За працю і звитягу» (2006)[9]
- Футболіст року в чемпіонаті України: 2004